# Anyar (Muara Lakitan)
Anyar is een bestuurslaag in het regentschap Musi Rawas van de provincie Zuid-Sumatra, Indonesië. Anyar telt 804 inwoners (volkstelling 2010).